# Moje serce należy do ciebie (film 2000)
Moje serce należy do ciebie (oryg. Hamara Dil Aapke Paas Hai) – indyjski dramat miłosny i rodzinny wyreżyserowany w 2000 roku przez Satish Kaushik, autora Tere Naam, Vaada, Shaadi Se Pehle. W rolach głównych Anil Kapoor, Aishwarya Rai, którzy zagrali rok wcześniej w parze w Taal. Tematem filmu jest przemoc społeczna, strach uniemożliwiający walkę z tą przemocą, a także odrzucenie jakie przeżywa kobieta zgwałcona. Film porusza problem odzyskiwania godności utraconej w wyniku krzywdy i budzenie się miłości wobec kogoś, kto potrafi uszanować kobietę upokorzoną, odtrąconą przez wszystkich, w oczach rodziny i społeczeństwa zhańbiona gwałtem.

## Motywy kina indyjskiego
- Delhi * modlitwa * sąsiedzi * skłócone małżeństwa * dramatyczna relacja córki z ojcem * hinduskie święta: Diwali, Raksha Bandhan, Holi, Ganpati, Durga Puja  * odniesienia do Ramajany * aresztowanie przemoc policji * dramatyczna relacja ojca z synem * przemoc gangsterów na oczach przerażonego tłumu * zeznanie świadka * gwałt * brak miejsca w rodzinie dla zhańbionej (Pinjar) * emancypacja * karmienie kogoś * feminizm * manipulowanie cudzym nieszczęściem * oskarżenie prasy * wyrzucenie z pracy * odwoływanie się do starych hinduskich filmów * zdrada małżeńska * dzieci * przyrodnie rodzeństwo (Jestem przy tobie, Dil Hai Tumhaara * śmierć w szpitalu * dom dziecka * brat w roli ojca (Om Jai Jagadish) * zerwany hinduski ślub * skorumpowani policjanci * przyjazd Induski z USA * dziewczyna przy łóżku chorego (Paap, Bestia) * zazdrość kobiety * uroczystość w szkole, duma rodziców * relacja matki i syna * poświęcenie * dworzec lotniczy w Delhi * pojednanie

## Fabuła
Preety Virat (Aishwarya Rai) została wychowana przy świątyni, w rodzinie, w której nikt nie napił się wody, zanim nie dopełnił modlitwy. Widząc jak na oczach sparaliżowanego strachem tłumu gangster Bhavani Chaudhry (Mukesh Rishi) przebija człowieka nożem, Preety decyduje się świadczyć przeciwko mordercy. Jednak ranny człowiek wobec groźby uśmiercenia rodziny, wycofuje skargę przeciwko gangsterowi. Odwaga dziewczyny zostaje ukarana. Gangster mści się nasyłając na nią swojego brata Babloo. Zbezczeszczona gwałtem Preety nie znajduje w swojej rozpaczy pocieszenia w domu. Jej ojciec w obawie przed hańbą rodzinną i niemożnością wydania za mąż pozostałych córek, chce, aby Preety na zawsze opuściła dom.. Nie mając gdzie się podziać, dziewczyna szuka pomocy u swej koleżanki. Jej sprawa zostaje jednak nagłośniona przez prasę. Rodzice koleżanki i sąsiedzi odrzucają Preety jako nieczystą. Wśród nich pojawia się jednak oburzony Avinash (Anil Kapoor). Z szacunkiem wprowadza on Preety do swojego domu, daje jej dach nad głową, karmi głodzącą się w rozpaczy, załatwia jej pracę. Robi wszystko, aby Preety odzyskała godność utraconą w wyniku gwałtu i odrzucenia ze strony ludzi. Pomagają mu w tym wychowywane przez niego dzieci.

## Obsada
- Anil Kapoor – Avinash
- Aishwarya Rai – Preeti Virat – nominacja do Nagrody Filmfare dla Najlepszej Aktorki, nominacja do Nagrody Star Screen dla Najlepszej Aktorki
- Sonali Bendre – Khushi  – Nagroda Star Screen dla Najlepszej Aktorki Drugoplanowej
- Puru Raajkumar – Babloo (brat Bhavani)
- Mukesh Rishi – Bhavani Chaudhry
- Anang Desai
- Anupam Kher – Tamilski mąż
- Johnny Lever – Chatterjee
- Jaspal Bhatti – Balwinder (Balu)
- Himani Shivpuri – Sita Pillai
- Saurabh Dubey – ojciec Preety

## Muzyka i piosenki
Film zawiera 8 piosenek. Muzykę skomponował duet Sanjeev-Darshan, autorzy Mann, Khiladi 420.
| Piosenkę                  | śpiewa(ją)                                |
| ------------------------- | ----------------------------------------- |
| Gham Hai Kyon             | Udit Narayan                              |
| Hamara Dil Aapke Paas Hai | Alka Yagnik, Udit Narayan                 |
| I Love You                | Hema Sardesai, Anil Kapoor, Sonali Bendre |
| It'S My Family            | Alka Yagnik, Abhijeet                     |
| Kya Maine Aaj Suna        | Kavita Krishnamurthy, Vinod Rathod        |
| Main Teri Hoon            | Alka Yagnik, Abhijeet                     |
| Shukriya Shukriya         | Alka Yagnik, Kumar Sanu                   |
| Tumko Dekha To            | Alka Yagnik, Kumar Sanu                   |